# Tod in der Zeitschleife
Tod in der Zeitschleife ist ein französisches Science-Fiction-Drama aus dem Jahr 2009. Der Fernsehfilm wurde zum ersten Mal am 15. Dezember 2009 auf ARTE ausgestrahlt.

## Handlung
Während eines Experimentes auf einer Forschungsstation weit abgelegen auf dem Meer sterben alle Wissenschaftler. Lediglich Hélène Porter kann sich an den Vorfall erinnern und erkennt, dass sie in einer Zeitschleife steckt. Nur wenn sie ihr eigenes Leben wieder auf geregelte Bahnen bekommt, kann sie alle retten.

## Kritik
„Science-Fiction-Drama als Gratwanderung zwischen Realität, Utopie und Fantasie, das auf dieser Ebene auch menschliche Beziehungen auszuloten versucht.“

„Fade Sinnsuche im Hightech-Bunker: Von wenigen (nicht besonders guten) visuellen Effekten abgesehen, ist dieser Sci-Fi-Quark vor allem ein Redestück. Akteure in hässlichen Kunstlederjacken schwafeln über Existenzfragen, zersplitterte Zeit und ‚mentale Bilder‘. Philosophisch gehaltvoll ist dieser schwerfällige Mix aus „Solaris“, „Matrix“ und „Link, der Butler“ leider keine Sekunde.“